# Bryan Beller
Bryan Beller (Charlottesville, 6 de maio de 1971) é um baixista norte-americano, conhecido por ser o fundador da banda The Aristocrats, e por seu trabalho com vários músicos, nos quais pode-se destacar Steve Vai, Mike Keneally e Joe Satriani.

## Carreira
Nascido em 1971 nos EUA, Beller graduou-se em Berklee em 1992. Inciou sua carreira musical no ano seguinte e desde então já atuou em mais de 80 CDs e DVDs. Entre os artistas de maior destaque com quem trabalhou estão Steve Vai, James LaBrie, Dweezil Zappa, Mike Keneally e Joe Satriani. É membro ativo das bandas Dethklok e The Aristocrats.

## Discografia

### Solo
- 2003: View
- 2008: Thanks In Advance
- 2011: Wednesday Night Live

Videos e DVDs:
- 2008: Thanks In Advance: To Nothing – Special Edition DVD
- 2011: Wednesday Night Live DVD
- 2012: Mastering Tone And Versatility (Instrucional DVD, Alfred Music Publishing)

| - 1994: Z – Shampoohorn - 1995: Z – Music For Pets (Versão França) - 1996: Z – Music For Pets (Versão Estados Unidos) - 2000: Dweezil Zappa – Automatic - 1995: Boil That Dust Speck - 2002: Wooden Smoke - 2002: Wooden Smoke Asleep - 2003: Pup - 2004: Dog (CD/DVD) - 2006: Guitar Therapy Live (CD/DVD) - 2007: Boil That Dust Speck (Reissue – CD/DVD) - 2008: Wine and Pickles - 2009: Scambot 1 - 2011: bakin' @ the potato! - 2012: Wing Beat Fantastic - 2013: Wing Beat Elastic - 2013: You Must Be This Tall - 1996: Soap Scum Remover (VHS) - 1997: Half Alive In Hollywood - 1998: Sluggo! - 2000: Dancing - 2000: Dancing With Myself ... and others (CD/DVD) - 1999: MullMuzzler – Keep It to Yourself - 2001: Mullmuzzler 2 - 2005: Elements of Persuasion - 2008: Prime Cuts - 1999: The Ultra Zone - 2000: The 7th Song: Enchanting Guitar Melodies - 2002: The Elusive Light and Sound, Vol. 1 - 2003: The Infinite Steve Vai: An Anthology - 2005: Real Illusions: Reflections - 2007: Sound Theories, Vols. 1–2 - 2007: Visual Sound Theories (DVD) - 2009: Where the Wild Things Are (CD/DVD) - 2010: Where The Other Wild Things Are - 2001: Any Raw Flesh? - 2003: Salve - 2006: Half-Print Demigod - 2008: Nothing Clever - 2009: So Far Gone - 2011: Nothing Clever - 2008: Rotonova - 2011: Microscopic - 2009: Dethalbum II - 2012: Dethalbum III - 2013: The Doomstar Requiem | - 2011: Live at The White House - 2011: The Aristocrats - 2012: Boing, We'll Do It Live! - 2013: Culture Clash - 2015: Culture Clash Live! - 2015: Secret Show: Live in Osaka - 2015: Tres Caballeros - 2012: Brendon Small's Galaktikon - 2015: Shockwave Supernova - 1995: Various Artists – Tales From Yesterday: Yes Tribute - 1997: Various Artists – Merry Axemas: A Guitar Christmas - 1998: Various Artists – The SWR Sound - 1998: Janet Robin – Open The Door - 1999: Various Artists – Six Pack: Multi-Artist Radio Sampler - 1999: Various Artists – Tribute To The Titans - 1999: Neil Sadler – Theory Of Forms - 2001: Space Surfers – Bikini - 2001: Janet Robin – Out From Under - 2001: Nick D'Virgilio – Karma - 2003: Various Artists – A Fair Forgery of Pink Floyd - 2004: Various Artists – XL Bass Lines: A D'addario Music Sampler - 2006: Tom Langford – Here Comes Memory - 2006: Various Artists – After The Storm - 2006: Various Artists – WesFest (DVD) - 2007: Eros Ramazzotti – E² - 2007: Various Artists – WesFest 2 (DVD) - 2007: Marco Minnemann – The Marco Show (DVD) - 2007: Touched – Onward And Downward - 2008: Gary Schutt – Loss 4 Words - 2008: Chris G. – Reflections – An Act of Glass - 2008: Mother Eff – Are We Famous Yet? - 2009: Andra Moran – In Small Things - 2009: Triangle Exception – H-Town - 2010: Various Artists – NPS Maakt Jazz, Volume 7 - 2010: Timesword – Chains Of Sin - 2010: Various Artists – Wicked: Music From The WesFest Community - 2010: Dave Weiner – On Revolute - 2010: Godsticks – Spiral Vendetta - 2010: Anders Helmerson – Tripple Ripple - 2011: Sunny Taylor – Sunny Taylor (EP) - 2012: Phi-Yaan Zek – Deeper With The Anima - 2012: Jason Sadites – Broken - 2013: Dr. Mumbai – The Adventures Of Dr. Mumbai - 2013: Ephel Duath – Hemmed by Light, Shaped By Darkness - 2014: Brian Maillard – Reincarnation - 2014: Dane Runyon – Under Grand Suggestion - 2014: Ivano Icardi – Burning Wires - 2014: Nili Brosh – A Matter Of Perception - 2014: Nick Johnston – Atomic Mind |